# تشارلز ألبرت بوينتون
تشارلز ألبرت بوينتون (بالإنجليزية: Charles Albert Boynton)‏ هو محامي وقاضي أمريكي، ولد في 26 نوفمبر 1867 في كيبك في كندا، وتوفي في 12 أكتوبر 1954 في دالاس في الولايات المتحدة.